# Pentatlo moderno nos Jogos Olímpicos de Verão de 1912
O pentatlo moderno nos Jogos Olímpicos de Verão de 1912 foi realizado pela primeira vez nos Jogos Olímpicos em Estocolmo, Suécia. Os atletas locais dominaram a disputa da nova modalidade olímpica e conquistaram as três medalhas possíveis.

## Masculino

### Individual
| Resultado final | Resultado final        | Resultado final | Resultado final | Resultado final | Resultado final | Resultado final | Resultado final |
| Pos.            | Pentatleta             | Tiro            | Natação         | Esgrima         | Hipismo         | Atletismo       | Total           |
| --------------- | ---------------------- | --------------- | --------------- | --------------- | --------------- | --------------- | --------------- |
| 1               | SWE Gösta Lilliehöök   | 3               | 10              | 5               | 4               | 5               | 27              |
| 2               | SWE Gösta Åsbrink      | 1               | 4               | 15              | 7               | 1               | 28              |
| 3               | SWE Georg de Laval     | 2               | 3               | 10              | 3               | 12              | 30              |
| 4               | SWE Åke Grönhagen      | 18              | 5               | 1               | 1               | 10              | 35              |
| 5               | USA George S. Patton   | 21              | 7               | 4               | 6               | 3               | 41              |
| 6               | SWE James Stranne      | 11              | 9               | 3               | 8               | 11              | 42              |
| 7               | SWE Bror Mannström     | 14              | 14              | 16              | 2               | 9               | 55              |
| 8               | AUT Edmond Bernhardt   | 26              | 2               | 6               | 12              | 14              | 60              |
| 9               | GBR Ralph Clilverd     | 12              | 1               | 9               | 23              | 18              | 63              |
| 9               | GBR Douglas Godfree    | 16              | 6               | 17              | 11              | 13              | 63              |
| 9               | SWE Erik Wersäll       | 9               | 8               | 21              | 19              | 6               | 63              |
| 12              | SWE Nils Häggström     | 13              | 15              | 18              | 20              | 2               | 68              |
| 13              | NOR Carl Paaske        | 19              | 16              | 14              | 14              | 8               | 71              |
| 14              | SWE Claude de Laval    | 5               | 17              | 13              | 17              | 20              | 72              |
| 15              | FRA Jean de Mas Latrie | 15              | 27              | 2               | 10              | 19              | 73              |
| 15              | RUS Oskar Wilkman      | 10              | 23              | 20              | 5               | 15              | 73              |
| 17              | SWE Carl Lewenhaupt    | 24              | 12              | 19              | 15              | 4               | 74              |
| 18              | GBR Hugh Durant        | 4               | 28              | 7               | 18              | 21              | 78              |
| 19              | FRA Georges Brulé      | 28              | 18              | 8               | 22              | 7               | 83              |
| 20              | RUS Aarno Almqvist     | 23              | 11              | 27              | 13              | 16              | 90              |
| 21              | RUS Weli Hohenthal     | 17              | 19              | 25              | 16              | 17              | 94              |
| 22              | DEN Kai Jølver         | 32              | 26              | 22              | 21              | 22              | 123             |
| —               | DEN Johannes Ussing    | 31              | 20              | 23              | 9               | -               | -               |
| —               | SWE Erik de Laval      | 7               | 13              | 11              | -               | -               | -               |
| —               | DEN Vilhelm Laybourn   | 25              | 29              | 24              | -               | -               | -               |
| —               | NOR Henrik Norby       | 27              | 21              | 12              | -               | -               | -               |
| —               | DEN Theodor Zeilau     | 29              | 22              | 26              | -               | -               | -               |
| —               | RUS Carl Aejemelaeus   | 20              | 25              | -               | -               | -               | -               |
| —               | RUS Boris Niepokupnoj  | 6               | 24              | -               | -               | -               | -               |
| —               | SWE Gustaf Carlberg    | 8               | -               | -               | -               | -               | -               |
| —               | NED Jetze Doorman      | 22              | -               | -               | -               | -               | -               |
| —               | GER Carl Pauen         | 30              | -               | -               | -               | -               | -               |